# 아름다운 날들 (드라마)
《아름다운 날들》(영어 : Beautiful Days, 중국어 : 美麗的日子)은 2001년 3월 14일부터 2001년 5월 31일까지 방영된 SBS 드라마 스페셜이다. 삼각관계 내용 등의 지적이 있었지만 2001년 드라마 중 최고시청률 30.9%를 기록하는 인기를 끌었다.
한편, 일본에서 2003년 9월 25일부터 2004년 3월 25일까지 NHK 위성2을, 2004년 10월 2일부터 2005년 4월 2일까지 NHK협회을 통해 각각 인기리에 방영되다. 또한 2005년 3월 8일까지는 일본 각지를 돌며 방송과 노래를 조합한 콘서트 투어를 하였으며, 2005년 5월 6일부터 5월 7일까지는 도쿄 국제영화제에서 이병헌, 최지우를 비롯한 주연급 배우가 참가하는 파이널 콘서트가 열렸다.
아울러, 캐스팅 문제 때문에 어려움을 겪었는데 김세나 역(이정현 분)에는 당초 채림이 낙점됐으나 직접 노래도 불러야 하는 데다 춤도 춰야 하는 구체적인 캐릭터 때문에 고사했으며 김연수 역(최지우 분)은 원래 이미연이 낙점됐지만 본인의 이혼 - 영화 《물고기자리》《인디안 썸머》등의 홍보시점과 맞물려 거절했다.

## 줄거리
한국 가요계를 배경으로 각기 다른 상황에 처한 4명의 젊은이의 이야기를 그리고 있다.

## 등장 인물

### 주요 인물
- 이병헌 : 이민철 역
- 최지우 : 김연수 역
- 류시원 : 이선재 역
- 이정현 : 김세나 역

### 주변 인물
- 신민아 : 이민지 역
- 이정길 : 이성춘 역
- 오승은 : 황금숙 역
- 이유진 : 강나래 역
- 이경진 : 장명자 역
- 이휘향 : 양경희/양미미 역
- 하재영 : 이영준 역
- 이지희 : 레코드 실장 윤주 역
- 김동현 : 황금숙 매니저 역
- 성동일 : 단란주점 사장 역
- 이상우 : 오정훈 역
- 윤기원 : 기자 역
- 양종철 : 염치수 역
- 도기석

### 특별출연
- 임성훈 : 본인 역
- 엄정화 : 본인 역
- 싸이 : 본인 역
- 여운계
- 샤크라 : 본인 역
- 김현정 : 본인 역
- 소유진 : 본인 역
- 송창환 : 본인 역

## 수상
- 2001년 SBS 연기대상 SBSi상, 10대 스타상 이병헌
- 2001년 SBS 연기대상 10대 스타상, 드라마스페셜부문 여자 연기상 최지우
- 2001년 SBS 연기대상 10대 스타상 류시원
- 2001년 SBS 연기대상 뉴스타상 이유진

## 시청률
|      | 닐슨코리아 |
| ---- | ---------- |
| 1회  | 15.5%      |
| 2회  | 20.8%      |
| 3회  | 19.1%      |
| 4회  | 19.5%      |
| 5회  | 21.4%      |
| 6회  | 22.0%      |
| 7회  | 21.5%      |
| 8회  | 22.8%      |
| 9회  | 22.7%      |
| 10회 | 23.8%      |
| 11회 | 21.8%      |
| 12회 | 24.3%      |
| 13회 | 23.6%      |
| 14회 | 22.3%      |
| 15회 | 24.1%      |
| 16회 | 21.7%      |
| 17회 | 20.3%      |
| 18회 | 22.0%      |
| 19회 | 21.4%      |
| 20회 | 20.7%      |
| 21회 | 22.6%      |
| 22회 | 21.9%      |
| 23회 | 22.5%      |
| 24회 | 30.9%      |

## 음악
- 「약속」「Good bye」「Behind You」류시원
- 「Heaven」이정현
- 「약속」「그 날까지 안녕」「For You」「당신 뒤로」Zero
얼굴 없는 가수 Zero는 일본 그룹 Zard에서 따왔다[5].

## CD・DVD

### CD
- 아름다운 날들 / Beautiful Days - TV SoundTrack(한국판) - 스크린 세이버가 있다. 초기 한국판으로는 이병헌 노래가 수록되었다.
- 아름다운 날들 / Beautiful Days (일본판) - 일본어 번역 가사 카드가 있다.

※ 자켓 디자인에 차이가 있고, 일본판에는 한국판 특전이 수록되어 있지 않다.

### DVD
- 아름다운 날들 Vol.1～8
- 아름다운 날들 DVD-BOX 1 - Vol.1～4이 1세트
- 아름다운 날들 DVD-BOX 2 - Vol.5～8이 1세트

## 같이 보기
- 대장금
- 겨울연가
- 올인
- 천국의 계단
- 엔서울타워